# Leon Ware
Leon Ware (Detroit, 16 febbraio 1940 – Marina del Rey, 23 febbraio 2017) è stato un cantante, produttore discografico e paroliere statunitense.
I suoi maggiori successi li ha raggiunti in quanto produttore, in particolare con l'album I Want You, del suo amico Marvin Gaye nel 1976. Ware è noto anche come autore del singolo R&B I Wanna Be Where You Are, per l'allora giovane Michael Jackson nel 1972 e dell'album Body Heat assieme a Quincy Jones.
Negli anni settanta e ottanta, Ware ha pubblicato sei album con il suo nome per diverse case discografiche, con un successo moderato di pubblico, anche se il suo lavoro è fortemente apprezzato da altri musicisti come  Jay Kay di Jamiroquai. Nel 1977, Ware a prodotto un disco per la cantante italiana Lara Saint Paul con la casa LASAPA, intitolato Saffo Music; quest'album è ora considerato raro e ricercato oggigiorno dai collezionisti.
Negli anni novanta ha partecipato a numerose collaborazioni musicali, con Maxwell nel single "Sumthin' Sumthin'" e con Omar Lye-Fook tra gli altri. Recentemente ha ripreso a registrare per conto proprio. Il frutto di tale lavoro sono gli album Love's Drippin' and A Kiss In The Sand (che vende nella sua Homepage) e  Moon Ride, prodotto da Stax nell'agosto 2008.